# Max Piendl
Max Piendl (* 10. Dezember 1918 in Gehstorf; † 19. Dezember 1989 in Regensburg) war ein deutscher Historiker und Archivar.

## Leben
Piendl besuchte das Alte Gymnasium in Regensburg und studierte zwei Semester an der Philosophisch-theologischen Hochschule Regensburg, bevor er sieben Monate Reichsarbeitsdienst ableistete. Anschließend diente er sechs Jahre in der Wehrmacht innerhalb einer Fernmeldeeinheit, die in Frankreich, dem Baltikum und Russland eingesetzt war. Piendl kehrte im Juni 1945 aus der Kriegsgefangenschaft zurück und begann ein Studium der Mittleren und Neueren Geschichte, der Historischen Hilfswissenschaften, der Bibliothekswissenschaft und der Kunstgeschichte an der Universität Erlangen. Im Jahr 1948 wurde er bei Erich von Guttenberg mit der Arbeit Die Grafen von Bogen. Genealogie, Besitz- und Herrschaftsverhältnisse promoviert. Anschließend absolvierte Piendl die bayerische Archivausbildung, die er 1951 mit dem zweiten Staatsexamen abschloss. Er arbeitete als Archivar in München und wirkte daneben an dem von Max Spindler begründeten Historischen Atlas von Bayern mit, zu dem er zwischen 1953 und 1957 drei Bände beisteuerte.
Im Juli 1957 wurde Piendl Archivar und Bibliothekar des Hauses Thurn und Taxis in Regensburg, zusätzlich betraut mit der Pflege des fürstlichen Kunstbesitzes. Piendl blieb bis zu seinem Ruhestand 1984 in Diensten des Hauses Thurn und Taxis. Seit dem Wintersemester 1968/69 unterrichtete er an der Universität Regensburg Archivwissenschaft und Historische Hilfswissenschaften, seit 1973 als Honorarprofessor.
Piendls Arbeiten konzentrierten sich auf St. Emmeram und die frühe Regensburger Stadttopographie. Er begründete 1961 die Schriftenreihe Thurn und Taxis-Studien. Als bedeutendste kunsthistorische Leistung Piendls gilt seine Entdeckung der Fresken des Cosmas Damian Asam im Bibliothekssaal von St. Emmeram, die in den Jahren 1967 bis 1969 freigelegt wurden.

## Schriften (Auswahl)
- Historischer Atlas von Bayern. Kommission für bayerische Landesgeschichte:
  - Band I, 5: Das Landgericht Kötzting. München 1953.
  - Band I, 8: Das Landgericht Cham. München 1955.
  - Band I, 10: Herzogtum Sulzbach. Landrichteramt Sulzbach. München 1957.
- Das fürstliche Haus Thurn und Taxis. Zur Geschichte des Hauses und der Thurn und Taxis-Post. Pustet, Regensburg 1980.
- Bibliotheken zu St. Emmeran in Regensburg. Klosterbibliothek – Hofbibliothek des Fürsten Thurn und Taxis. In: Hans-Joachim Genge (Hrsg.): Wissenschaftliche  Bibliotheken in Regensburg. Geschichte und Gegenwart (= Beiträge zum Buch- und Bibliothekswesen, Bd. 18). Harrassowitz, Wiesbaden 1981, S. 9–76, ISBN 3-447-02179-9.
- Mit Bernhard Hermann Röttger: Die Kunstdenkmäler von Bayern, VIII. Oberfranken, Band 1: Landkreis Wunsiedel und Stadtkreis Marktredwitz. München 1954.